# Mariquina
Mariquina, es una comuna de la zona sur de Chile, perteneciente a la Provincia de Valdivia, en el extremo noroeste de la Región de Los Ríos. Su capital es la ciudad de San José de la Mariquina.
El balneario de Mehuín, perteneciente al extremo costero de la comuna, se ubica a 26,7 kilómetros de San José de la Mariquina.
Se ubica a 48,3 km de su Capital Regional y Provincial — Valdivia. 

## Historia
San José de la Mariquina fue fundada el 7 de diciembre de 1850. En octubre de 1551 el conquistador Pedro de Valdivia llegó al valle de Mariquina y con la ayuda de un joven mapuche llamado Alicán, pudo tomar contacto con lo caciques de la zona y levantó un campamento junto al río Quepe (hoy Río Cruces). Como los huilliches se dieron cuenta de que Pedro de Valdivia y sus hombres pretendían quedarse en sus tierras les presentaron batalla el 3 de diciembre de 1551, hecho que el historiador Encina llamó en su Historia de Chile la «Batalla de Mariquina».
El cronista español Pedro Mariño de Lobera relata así ese encuentro: “… salió con gran brevedad gente de a caballo y dando tras los bárbaros con toda furia. Ellos que nunca habían visto jente a caballo quedaron atónitos y mucho más con el estupendo ruido de los pies de los caballos que iban corriendo con gran velocidad y fue tanto el espanto que todos a una volvieron las espaldas encomendándose a la ligereza de sus pies”. El cronista relata que ese grupo en su huida se topó con otro ejército de indios que también huyó dejando sus armas por el suelo y que, movidos por el terror llegaron hasta un barranco que daba hacia un río y, en medio del desorden, muchos cayeron por ahí y terminaron ahogados o con heridas tras la caída, otros fueron masacrados por los españoles que sólo se detuvieron hasta que llegó la noche.
Los españoles se asentaban junto a los ríos y Pedro de Valdivia quería llegar al río que le había comentado el marino Juan Bautista Pastene y que éste había descubierto en 1544. Así Pedro de Valdivia dio con el poblado huilliche de Ainil y ahí fundó Santa María la Blanca de Valdivia el 9 de febrero de 1552. 
Durante el siglo XVI hubo una intensa actividad misional de la Iglesia católica en todo el valle. Se cuenta que hasta el gran cacique Manqueante, que vivió en el siglo XVII, se hizo cristiano. Destacaron en esa misión los franciscanos que llegaron a ser muy queridos por los huilliches.
En 1979, la localidad de Ciruelos, correspondiente al distrito 3 y otrora perteneciente a esta comuna, pasó a pertenecer a la comuna de Lanco.

## Demografía

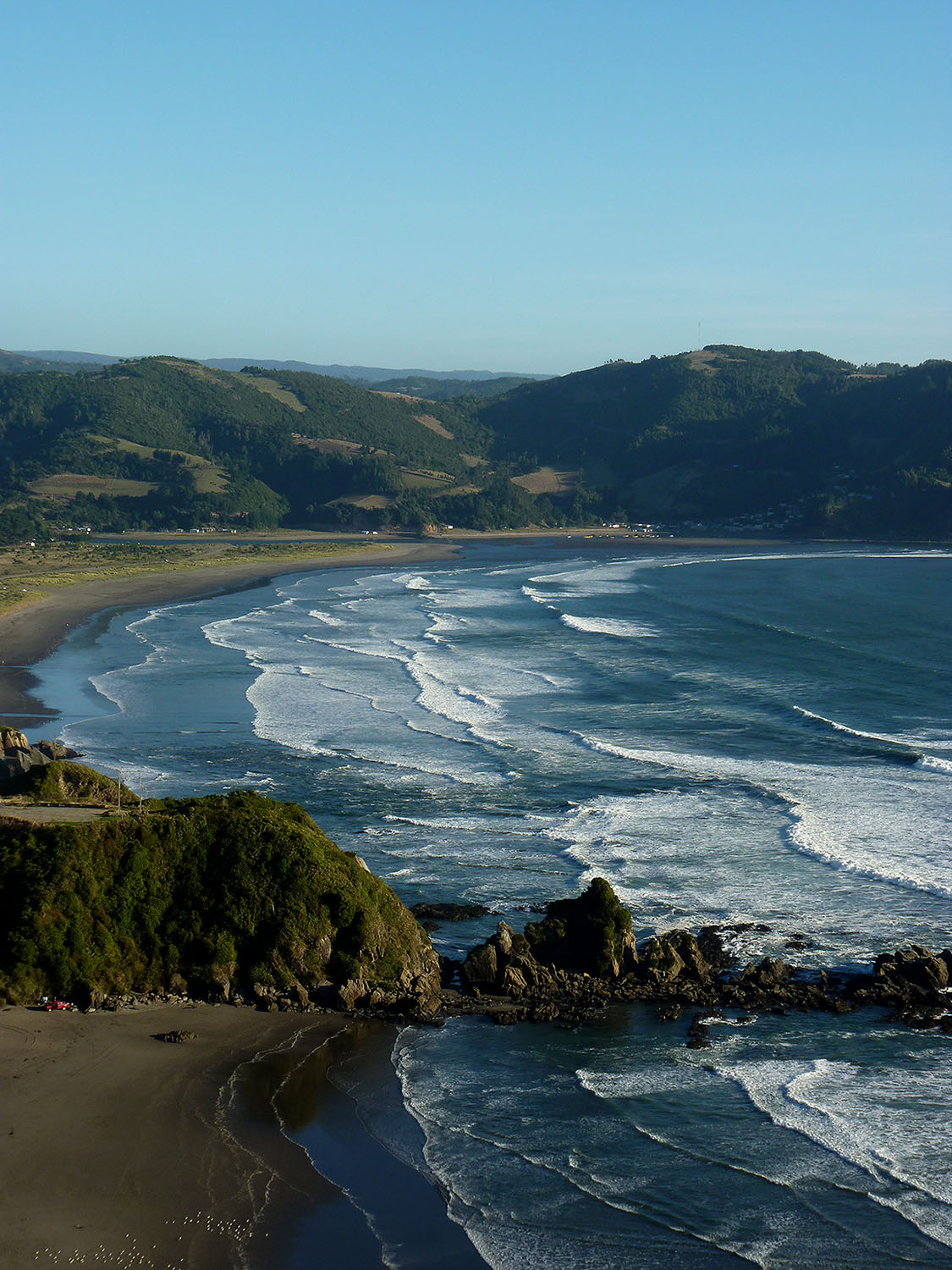
Localidad costera de Mehuín, comuna de Mariquina.

### Localidades
- La Esperanza
- Paico
- Pichoy — (Aeropuerto Pichoy)
- Tralcao
- Linguento
- Santa Rosa
- Asque
- Pelchuquín
- Pufudi
- Ciruelos
- Pureo
- Estación Mariquina
- Rucaco
- Calquinco (Más cerca de Lanco que de San José de la Mariquina)
- Cuyinhue
- Illahue
- Cuyan
- Locuche
- San Luis de Alba
- Puringue Rico (Abundancia de colihues)
- Puringue Pobre (Escasez de colihues)
- Los Corrales
- El Lingue
- Yeco
- Piutril
- Villa Nahuel

### Litoral Costero
A 26,7 km de Mariquina se encuentra la localidad de Mehuín, cuya principal actividad económica del pueblo es el turismo, la pesca y otras actividades agropecuarias. El pueblo está ubicado a las orillas de la desembocadura del río Lingue (a veces llamado Mehuín), que lo rodea para llegar al mar. Es el lugar preferido de los pescadores turísticos para tirar sus cañas (con suerte se pueden obtener grandes robalos). En dicho curso fluvial se puede navegar en bote o lancha, facilitados por los pescadores.
Se puede cruzar el río Lingue hacia el sector de caleta Mississipi a través de un puente inaugurado en 2015.

## Medio ambiente

### Geomorfología y componentes abióticos

Trazado simplificado de los ecosistemas y cuerpos de agua presentes en la comuna de Mariquina.

La comuna de Mariquina se encuentra emplazada en las unidades geomorfológicas de Llanos de sedimentación fluvial o aluvional, Cordillera de la costa, Planicie marina o fluviomarina y Precordillera morrénica; y presenta según la clasificación climática de Köppen clima mediterráneo de lluvia invernal (Csb), clima mediterráneo de lluvia invernal e influencia costera (Csb (i)), clima templado lluvioso (Cfb), clima templado lluvioso con leve sequedad estival (Cfb (s)) y clima templado lluvioso con leve sequedad estival e influencia costera (Cfb (s) (i)). Esta además se halla entre las cuencas hidrográficas de Costeras entre límite de la región y el río Valdivia, río Queule, río Toltén y río Valdivia. Además, la comuna posee diversos cuerpos de agua, entre los que se destacan el río Cruces, río Cudico, río Las Garzas, río Lingue, río Lingue o Mehuin, río Nanihue, río Pichilingue, río Pichoy, río Pillecozcoz, río San José y río Santa María.

### Componentes bióticos
Dentro del territorio de la comuna se pueden hallar los siguientes ecosistemas:
- Bosque caducifolio templado donde predominan Nothofagus obliqua y Laurelia sempervirens (En peligro)
- Bosque laurifolio templado interior donde predominan Nothofagus dombeyi y Eucryphia cordifolia (Preocupación menor)

### Medidas de protección ambiental y conflictos socioambientales

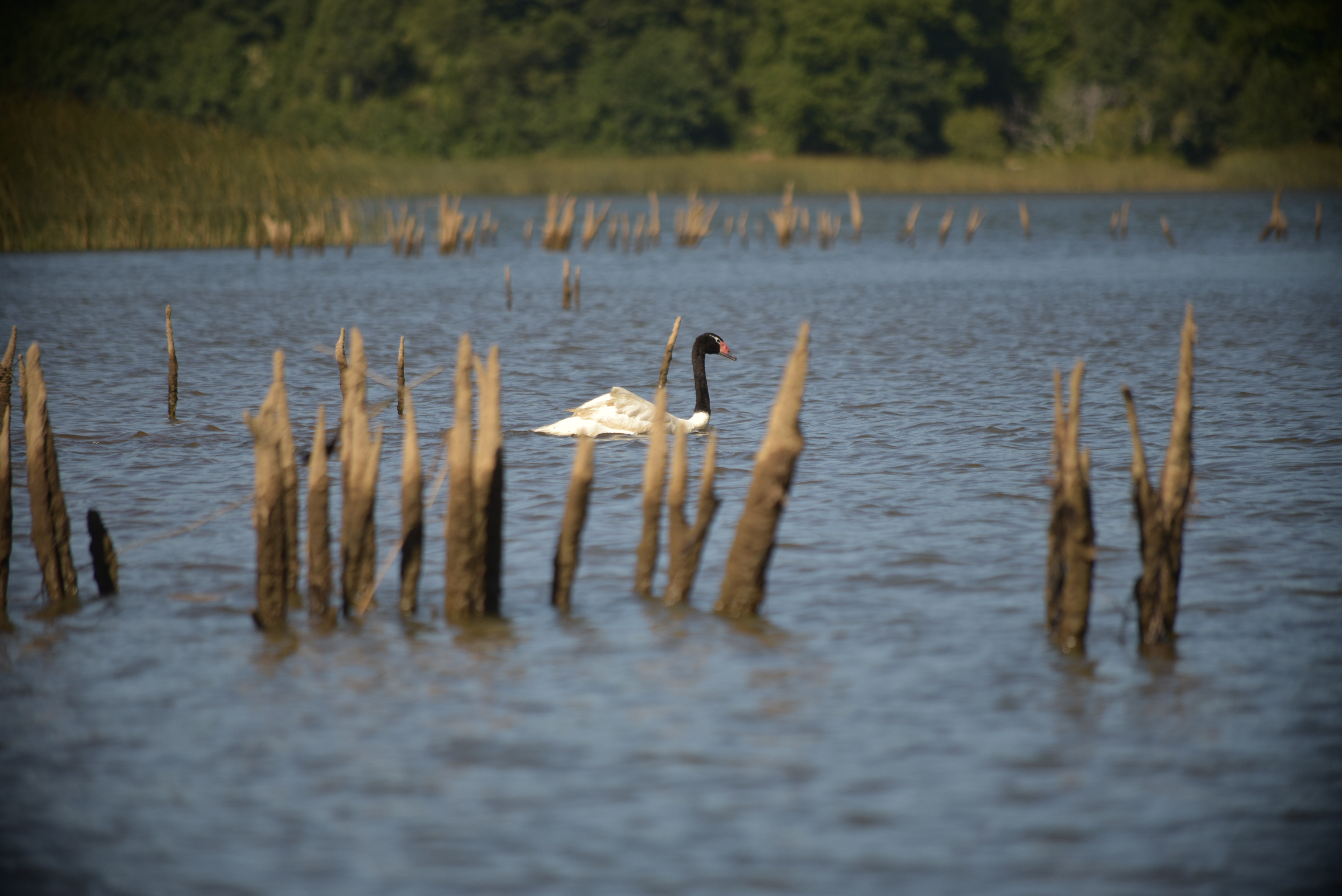
Río Cruces (comuna de San José de la Mariquina)

La Planta Valdivia, también conocido como Planta de Celulosa Arauco, tuvo una importante responsabilidad en 2006 en la contaminación del río Cruces, que afectó tanto a la población como a todo el ecosistema de los alrededores.  Con el fin de determinar las causas del deterioro, la Comisión Nacional del Medio Ambiente (CONAMA) delegó a la Universidad Austral de Chile la conducción de un estudio. Este concluyó que el desastre ecológico se debió a la contaminación por metales pesados —específicamente cobre, hierro, manganeso y zinc— y determinó que la planta de celulosa Valdivia, propiedad de Celulosa Arauco y Constitución (Celco), había emitido los residuos contaminantes a las riberas del Río Cruces. El 6 de octubre de 2006, el Santuario de la naturaleza Carlos Anwandter, ingresó al Registro de Montreux, una lista de sitios Ramsar amenazados por el deterioro ambiental.

Hasta 2022, la comuna de Mariquina cuenta con las siguientes zonas que poseen algún nivel de protección ambiental:
- Carlos Anwandter Sanctuary (Sitio Ramsar)[16]
- Chucaypulli (Iniciativa de Conservación Privada)[17]
- Comunidad Rukahullin (Iniciativa de Conservación Privada)[18]
- Curiñanco (Sitios Ley 19.300)[19]
- Cuyan (Iniciativa de Conservación Privada)[20]
- Mehuín Río Lingue (Sitios ERB)[21]
- Parcela 6 sector Tricalhue alto (antes Comunidad Indígena Nehuen Pu Peñi) (Iniciativa de Conservación Privada)[22]
- Parcela Pichoy (Iniciativa de Conservación Privada)[23]
- Puringue Rico (Iniciativa de Conservación Privada)[24]
- Reserva Ecológica Llenehue (Iniciativa de Conservación Privada)[25]
- río Cruces (Santuario Carlos Anwandter) (Sitios ERB)[26]
- Santuario de la Naturaleza Río Cruces y Chorocomayo (Santuario de la Naturaleza)[27]
- Sin Nombre (Marcelo Farías) (Iniciativa de Conservación Privada)[28]
- Sin Nombre (Villa Nahuel) (Iniciativa de Conservación Privada)[29]
- Villa Nahuel (Iniciativa de Conservación Privada)[30]

## Administración

### Municipalidad
Su actual alcalde es Rolando Mitre Gatica (PRI).  Al alcalde lo asesora el Concejo Municipal compuestos por:
- Rodrigo Salazar (DC)
- Cecilia Hidalgo (UDI)
- Cristian Catalán (PPD)
- Aliro Romero (RN)
- Johana Catalán (PS)
- Mario Gaete (IND) PRI

## Economía
En 2018, la cantidad de empresas registradas en Mariquina fue de 301. El Índice de Complejidad Económica (ECI) en el mismo año fue de -0,07, mientras que las actividades económicas con mayor índice de Ventaja Comparativa Revelada (RCA) fueron Cultivo de Plantas Vivas y Floricultura (1124,27), Cultivo Forrajeros en Praderas Naturales (152,4) y Cultivo de Especias (82,4).
Mariquina se caracteriza por su fuerte actividad forestal, teniendo casi 33 mil hectáreas de explotación y la Planta de celulosa Valdivia, perteneciente a la empresa Celco.
A pesar de lo anterior, en 2006 la comuna presentaba una de las mayores tasas de pobreza de toda la Región de Los Ríos, con un 24,3%.

### Turismo
En la comuna de Mariquina se encuentra el Castillo San Luis del Alba de Cruces, Monumento histórico que se encuentra frente al río Cruces, entre las localidades de Cuyinhue e Iñipulli, a 21 km de la capital comunal, siendo una de las fortificaciones más importantes de Valdivia. Al igual que su homónimo Castillo de San Luis de Alba de Amargos, el nombre San Luis del Alba se debe al virreinato de Luis Enríquez de Guzmán, quien fuera conde de Alba de Liste.
Naturalmente de Cruces hace referencia a su emplazamiento en el río Cruces. En un documento de 1658 es llamado "Fuerte de San Luis de Alba de las Cruces", mientras que en otro de 1729 ya es llamado "Castillo de San Luis de Alba de Cruces".

## Transporte

### Transporte aéreo

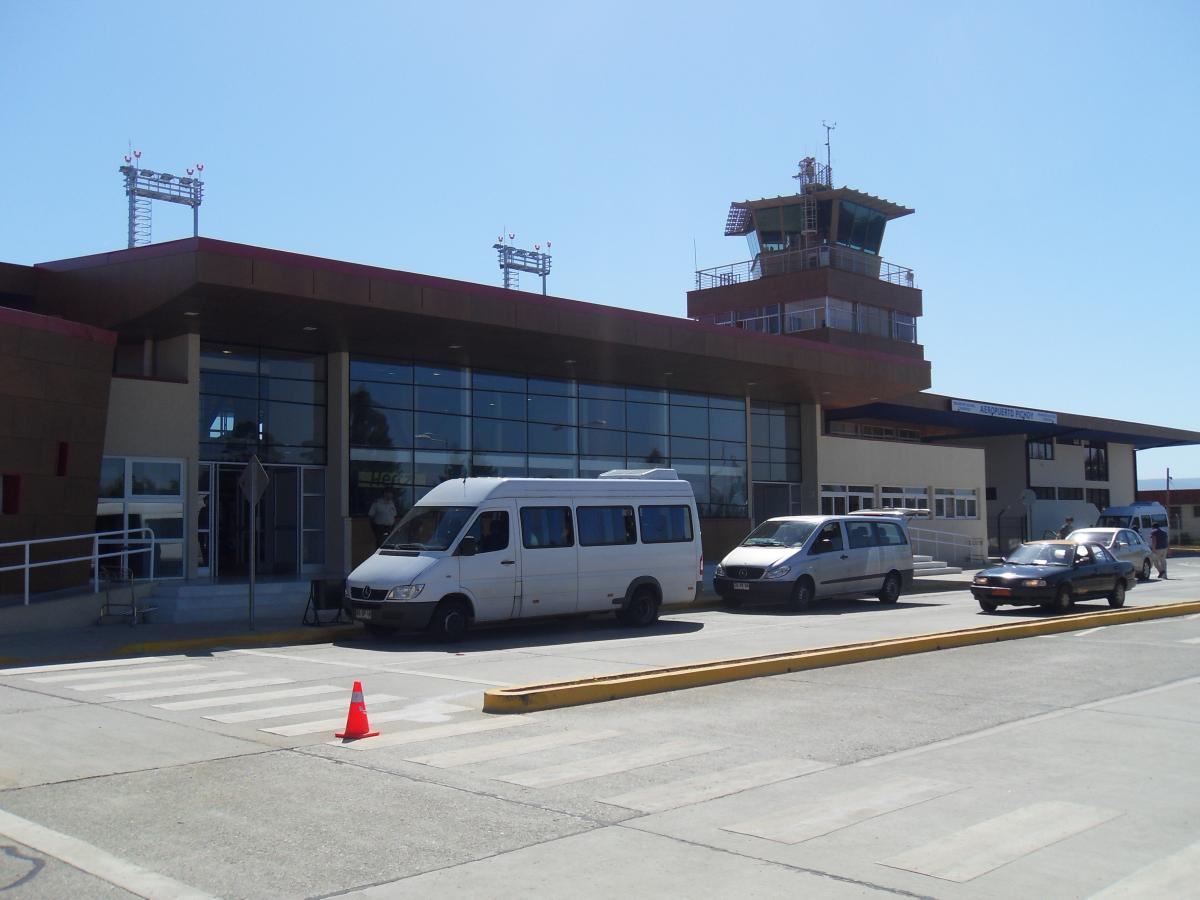
Aeropuerto Pichoy, ubicado a 16 km de San José de la Mariquina y 23 km de la Capital Regional Valdivia.

El principal Aeropuerto de Valdivia y la Región de Los Ríos se encuentra en la comuna de Mariquina en el sector de «Pichoy» que en Mapudungun significa "Zona de Niebla", el terminal aeroportuario se encuentra en el margen sur del Río Pichoy.
El aeropuerto se encuentra específicamente enclavado en la localidad de Pichoy, que fue en la época colonial un importante puerto ribereño que unía la ciudad de Valdivia y San José de la Mariquina, uno de los tantos ríos que atraviesan la cuenca de hidrográfica de Valdivia de la Región de Los Ríos.

## Medios de comunicación

### Radioemisoras
- 89.7 MHz - Radio San José
- 90.9 MHz - Radio Cooperativa (Valdivia)
- 91.3 MHz - Radio Ecos del Valle
- 96.1 MHz - Radio María Chile / Radio Madre de Dios
- 101.1 MHz - Radio Armonía
- 102.3 MHz - Radio Concierto (Valdivia)
- 103.7 MHz - Radio Edelweiss (Valdivia)
- 105.3 MHz - Radio Tornagaleones (Valdivia)
- 107.1 MHz - Radio Sur San José de la Mariquina

### Televisión
- 7.1 - TVN (TVD)
- 7.2 - NTV (Señal secundaria de TVN)
- 11.1 - Mega (TVD)
- 11.2 - Mega 2 (Señal secundaria de Mega)
- 13.1 - Canal 13 (TVD)
- 13.2 - Teletrece en vivo (Señal secundaria de Canal 13)

### Medios digitales
- panoramalosrios.cl
- prensamariquina cl
- infomariquina.cl
- diariosanjose.cl
- rutarios.cl (Ruta 5 Sur)

### Medios escritos
- El Austral de Los Ríos.